# Сарафоново (Карабихское сельское поселение)
Сарафоново — деревня в Ярославском районе Ярославской области России. 
В рамках организации местного самоуправления входит в состав Карабихского сельского поселения; в рамках административно-территориального устройства включается в Телегинский сельский округ.

## География
Находится в восточной части Ярославской области на расстоянии приблизительно 17 км на юг-юго-восток по прямой от станции Ярославль.

## История
В 1859 году здесь (деревня Ярославского уезда Ярославской губернии) было учтено 9 дворов, в 1941 — 10.

## Население
Численность населения: 58 человек (1859 год), 0 как в 2002 году, так и в 2010.
| 2007 | 2010 |
| ---- | ---- |
| 0    | →0   |